# Матіяш Ганна Дем'янівна
Ганна Дем'янівна Матіяш (за іншими джерелами — Олена Дем'янівна, Ганна Доменіківна, Олена Доменіківна, Галина Домінківна; 1917, с. Деребчин — 1999, с. Мурафа) — Герой Соціалістичної Праці.
За підсумками врожаю 1947 року ланка Матіяш Ганни Дем'янівни виростила і вручну зібрала із площі 9,5 га по 37,44 ц озимої пшениці, що стало найвищим показником по Джуринському району.
Указом Президії Верховної Ради СРСР від 26 лютого 1948 року ланкову колгоспу ім. Калініна с. Деребчин за одержання високих врожаїв пшениці та цукрових буряків нагороджено орденом Леніна із врученням Золотої зірки Героя Соціалістичної Праці. Нагороду отримала у Москві. Крім урядової нагороди премійована цінним подарунком - трьохкомфорною газовою плитою, що на той час вважалося розкішшю для жителів сільської місцевосці.